# 原州DBプロミ
原州DBプロミ（ウォンジュ・ドンブ・プロミ、韓国語:원주 DB 프로미、英語:Wonju DB Promy）は、韓国・江原特別自治道原州市を本拠地とするプロバスケットボールチームである。

## 概略
韓国バスケットボールリーグが発足した1997年、当時ポケベル事業を営んでいた「ナレ移動通信」を親会社とする「ナレ・ブルーバード」として参戦。本拠地を江原道原州市として、選手構成は社会人バスケットボールの韓国銀行と韓国産業銀行の両チーム出身の選手たちを中心とした。社会人バスケットボール時代のこの両チームは国策銀行傘下（つまり、所属選手たちも準公務員扱い）という特殊な背景のため、大学を卒業する有望新人のスカウト戦に参戦できず、選手構成に貧しい最下位の常連だった。しかし、いざシーズンが始まると選手たちの組織力と外国人のジェイソン・ウィリフォードの活躍で3位に躍進した。
しかし、この頃は韓国社会もポケベルから携帯電話に重心が移り始め、ポケベル事業だけで携帯電話の事業はもっていない親会社のナレ移動通信の実績も傾き始まる時期だった。これで、ナレ側はこれ以上プロのバスケットボールチームを運営するのは無理という判断にもとづき、球団売却にでる。ここで、1999年、三宝コンピュータが買収し、「原州三宝エクサス」に代わる。以後、親会社の名称変更に沿ってチーム名が原州TGエクサス、原州TG三宝エクサスに次々と変更される。
2004-2005シーズン途中、TG三宝コンピュータが倒産したため、次シーズンより損害保険の大手で総帥が本拠地江原道出身である東部火災に譲渡され、現チーム名となった。
2007-08シーズン、3シーズンぶり、原州東部としては初の韓国一に輝く。
2020年、中村太地が韓国プロバスケ初の日本人選手として加入

## 永久欠番
- 9 - 許載

## 主な歴代所属選手
- 許載
- 金鋳城
- ジャミール・ワトキンス
- ウェンデル・ホワイト
- リチャード・ロビー
- カルロス・ディクソン
- ハーバート・ヒル
- ディヴィッド・サイモン
- マーキン・チャンドラー
- レジー・オコーサ
- アンソニー・リチャードソン
- ジョニー・オブライアント
- 中村太地